# Ореховиця (Загорє-об-Саві)
Ореховиця (словен. Orehovica) — поселення в общині Загорє-об-Саві, Засавський регіон, Словенія. Висота над рівнем моря: 335,9 м.